# 楽園 〜Memorial Tracks〜
「楽園 ～Memorial Tracks～ 」は、日本の歌手内田有紀（UCHIDA YUKI supported by CHUYAN）のマキシシングルである。1999年10月13日発売。発売元はキングレコード。
「楽園」は、日本テレビ系「進ぬ!電波少年」内『スワンの旅 in The World』応援歌

## 収録曲
1. Introduction ～ハーモニカ・バージョン～
2. 楽園～ORIGINAL MIX～
作詞：内田有紀、伊秩弘将　作曲:伊秩弘将　編曲:田辺恵二
3. オルゴール～アコースティックギター　テーマ～
4. 楽園 (弾き語りヴァージョン’99)
5. Hard Rock Theme Tune
6. Solitude ～ピアノ　ソロ～
7. 楽園～ゴール記念オーケストラバージョン～

## 収録アルバム
- ベスト『内田有紀 パーフェクト・ベスト』（#2）